# Mike Girsch
Mike Girsch (né en 1975 ou 1976) est un dirigeant américain de baseball. Depuis juin 2017, il est  directeur général des Cardinals de Saint-Louis de la Ligue majeure de baseball.

## Carrière
Originaire de la région de Chicago, Mike Girsch est diplômé en mathématiques de l'université Notre-Dame et possède une maîtrise en administration des affaires de la Chicago Booth School of Business.
Il est engagé par les Cardinals de Saint-Louis en 2006 sans expérience préalable dans l'industrie du baseball et occupe au cours de ses deux premières années chez cet employeur un poste de coordinateur des dépisteurs de talent amateur. En 2008, il est nommé directeur du développement par les Cardinals. En 2011, il est élevé au poste d'assistant au directeur général. Le 30 juin 2017, il devient le 13e directeur général de l'histoire des Cardinals, succédant à John Mozeliak, qui est élevé au poste de président des opérations baseball après avoir occupé le siège de directeur général de 2007 à 2017.